# Marange-Zondrange
Marange-Zondrange település Franciaországban, Moselle megyében. Lakosainak száma 371 fő (2022. január 1.). Marange-Zondrange Fouligny, Bionville-sur-Nied, Brouck, Hallering, Narbéfontaine és Haute-Vigneulles községekkel határos.

## Népesség
A település népességének változása:
| Lakosok száma | 221  | 230  | 279  | 297  | 317  | 331  | 341  | 351  | 358  | 371  |
|               | 1968 | 1982 | 1990 | 2006 | 2013 | 2015 | 2017 | 2019 | 2020 | 2022 |